# Georg Nußpicker (Kammermeister)
Georg Nußpicker (der Ältere) (* um 1470 in Kassel; † 3. April 1525 ebenda) war ein Jurist, Verwaltungsbeamter und Politiker in der Landgrafschaft Hessen.

## Leben und Wirken
Nußpicker, aus einer alten Kasseler Juristenfamilie stammend, trat nach seinem Jurastudium am 25. Mai 1491 in den Dienst des Landgrafen Wilhelm I. von Niederhessen. Bis Anfang Juni 1493 stand er in dessen Dienst, dann von 3. Juni 1493 bis März 1501 in dem von dessen Bruder und Nachfolger Wilhelm II., der im Februar 1500 mit dem Erbe der Teil-Landgrafschaft Oberhessen die gesamte Landgrafschaft Hessen wieder in einer Hand vereinigte. Ab 29. März 1501 war Nußpicker Sekretär des im August 1500 in Marburg eingerichteten landgräflichen Hofgerichts. Bereits am 3. Dezember 1501 wechselte er als Schultheiß nach Kassel. Dieses Amt hatte er bis zum 17. Mai 1508 inne, als er Kammermeister und Rat des Landgrafen Wilhelm II. wurde. Schon 1509 avancierte er zum Hofrat, und er blieb dies auch noch in der turbulenten Anfangszeit der von der Landgrafenwitwe Anna nicht anerkannten Regierung des von den Landständen eingesetzten Regentschaftsrats unter Führung des Landhofmeisters Ludwig I. von Boyneburg.
Danach war er von 1511 bis 1514 Stadtschreiber, d. h. Vorsteher der städtischen Kanzlei, in Kassel, verließ dann aber Hessen, als Anna im Kampf um die Herrschaft in Hessen gegen den de-facto Regenten Ludwig von Boyneburg gewann. Im Jahre 1518 ist er als Kanzler des Bischofs Erich von Osnabrück bezeugt. Bereits 1519, nachdem der von Kaiser Maximilian im März 1518 für mündig erklärte Philipp formell die Herrschaft von seiner Mutter übernommen hatte, kehrte er nach Kassel zurück, wo er wieder als Kammermeister und ab 1522 auch als Hofrat diente.

## Ehe und Nachkommen
Er war verheiratet mit Elisabeth geb. Korbach († 1569), Tochter des Kasseler Bürgers Dietmar Korbach und Witwe des Konrad Wingarth. Der Ehe entsprossen vier Söhne und drei Töchter. Darunter waren:
- Elisabeth (1507–1569), ⚭ 1530 Kanzler Heinrich Lersner
- Katharina (1509–1590), ⚭ 1535 (in dessen zweiter Ehe) Kanzler Johann Feige
- Michael († 1574), hessischer Finanzbeamter, Bürgermeister in Kassel
- Georg († 1540), hessischer Vizekanzler